# Gęsina (województwo opolskie)
Gęsina (niem. Konstantinhof) – osada w Polsce położona w województwie opolskim, w powiecie głubczyckim, w gminie Kietrz.
W latach 1975–1998 miejscowość administracyjnie należała do ówczesnego województwa opolskiego.
W miejscowości brak zabudowy. W miejscowości znajdują się ruiny pałacyku z XIX w. oraz zarośla porastające ruiny pozostałych zabudowań.